# Pier Augusto Breccia
Pier Augusto Breccia (Trento, 12 aprile 1943 – Roma, 20 novembre 2017) è stato un pittore, filosofo e saggista italiano.

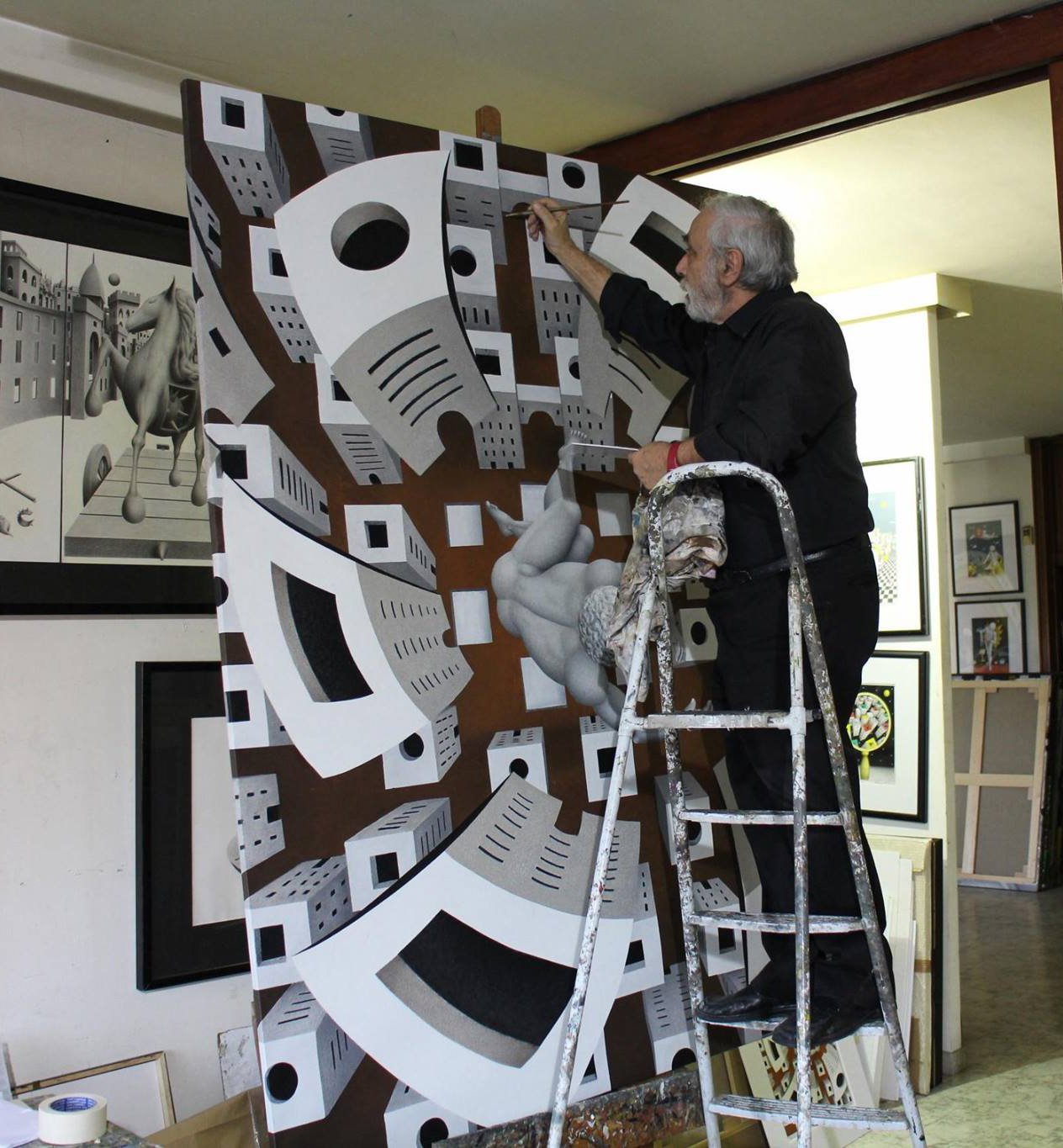
Pier Augusto Breccia nel suo studio a Roma nel 2014

La pittura di Breccia esplora l'essere umano con un approccio ermeneutico (nel senso della filosofia ermeneutica moderna di Jaspers, Heidegger, Gadamer) e si apre su un vasto orizzonte di temi filosofici. L'opera di Breccia include oli su tela, matite e pasteli su carta, 7 libri e numerosi saggi critici. Breccia ha esposto in personali in Europa e USA.

## Adolescenza e primi studi
La famiglia paterna è originaria di Porano, un piccolo paese dell'Umbria, dove sua madre, Elsa Faini (di Trento), si era trasferita nel dopoguerra. I genitori di Pier Augusto lavoravano entrambi nel settore ospedaliero: infermiera la madre e chirurgo il padre Angelo. Quando Pier Augusto ha cinque anni, la famiglia si trasferisce a Roma, dove Breccia trascorrerà la maggior parte della sua vita.
Il giovane Pier Augusto si iscrive al “Liceo classico statale Giulio Cesare” di Roma, dove matura un profondo interesse per gli studi umanistici che lo accompagnerà per il resto della vita. A 14 anni, scopre la Divina Commedia che studia di sua iniziativa affascinato dalle allegorie dantesche. Subito dopo, attratto dalla filosofia e dalla mitologia greca, traduce per l'editore Signorelli l'“Antigone” di Sofocle e il “Prometeo legato” di Eschilo. Ancora nella fase adolescenziale traduce i “Dialoghi” di Platone.
Completati gli studi liceali, nel 1961 si iscrive alla facoltà di medicina dell'Università Cattolica del Sacro Cuore e nel luglio del 1967 riceve, con il massimo dei voti, la laurea in medicina.

## Professione medica
Dopo la laurea consegue una specializzandosi in urologia, in chirurgia generale e successivamente in chirurgia cardiovascolare mentre comincia a far pratica al Policlinico Agostino Gemelli di Roma. Nel 1969, sposa Maria Antonietta Vinciguerra, nel '70 nasce il primo figlio, Claudio e nel '71 la figlia Adriana. Nei primi anni 1970, si trasferisce a Stoccolma, dove lavora al centro di chirurgia toracica e cardiovascolarere dell'Istituto Karolinska sotto la supervisione di Viking Björk (inventore della valvola cardiaca Bjork–Shiley).
Tornato all'università Cattolica di Roma e al connesso ospedale Gemelli, nel 1979 diviene professore associato. Nel corso degli anni 1970, pratica più di mille interventi a cuore aperto e pubblica circa cinquanta articoli in riviste mediche.

## Il punto di svolta: dal bisturi alla matita
È l'estate del 1977 quando Breccia scopre un inaspettato talento per il disegno, che nei due anni successivi diverrà il suo hobby. Soltanto nel 1979, dopo la morte di suo padre e a seguito di una profonda crisi esistenziale, il talento disegnativo trova la sua espressione creativa. La produzione artistica dei primi due anni e il pensiero filosofico da questa ispirato confluiscno nel libro "Oltreomega".
Nell'agosto del 1983, durante un periodo di produzione artistica e di mostre in Italia e all'estero (Monologo corale, Le forme concrete dell'in-esistente, La semantica del silenzio) prende un'aspettativa dalla professione medica. Nel biennio seguente, lo stile artistico, da lui definito "ideomorfico", si delinea con maggior chiarezza, così come il pensiero filosofico, che nell'84 presenta nel libro L'eterno mortale. Nel 1985 dà le dimissioni dalla professione di chirurgo e nello stesso anno porta le sue opere a New York, presentandole in due mostre consecutive, alla Gucci Gallery e all'Arras Gallery. La strada dell'arte, si delinea rapidamente e, appena date le dimissioni, si trasferisce a New York dove trascorre la maggior parte del tempo tra il 1985 e il 1996. Durante questo periodo, espone in diverse città degli Stati Uniti (New York, Columbus, Santa Fe, Miami e Houston).
Sin dall'inizio è estremamente prolifico e l'opera dei primi dieci anni viene raccolta nel libro Animus-Anima, che comprende 500 immagini di sue opere. Nel 1996, torna stabilmente a Roma ed espone in diverse città italiane ed europee. Nel '96, pubblica L'altro libro, contenente opera del periodo 1991-1999 e nel 1999, scrive Il linguaggio sospeso dell'auto-coscienza. Nel 2002 Breccia presenta novanta opera in un'imponente personale al museo Vittoriano e nel 2004 pubblica Introduzione alla pittura ermeneutica, il suo manifesto artistico, al quale collabora il filosofo Elio Matassi. Negli anni seguenti, malgrado le condizioni di salute, è impegnato in numerose mostre in musei italiani ed europei.
Il 17 Novembre 2017, due settimane dopo la chiusura della sua mostra di Trento, ha un infarto nel suo studio di Roma, viene portato al Policlinico Gemelli, e lunedì 20 novembre 2017 muore all'età di settantaquattro anni.

## Ragione e immaginazione: “lo spazio pensante”
Lo spazio è l'elemento più distintivo delle opere di Breccia, che egli stesso definisce “denominatore comune della pittura ermeneutica [...] principio stesso delle nostre facoltà intellettive”.
Tuttavia, se nello spazio paradossale di Breccia la ragione si sospende e precipita di continuo, il senso di armonia ed equilibrio, che caratterizza tutta la sua opera permette all'immaginazione di entrare nello spazio senza alcun tormento.

## Forme, colori e luce: dis-oggettivazione
Un'altra caratteristica delle tele di Breccia è la presenza di “oggetti”, in un equilibrio generato tuttavia da forme e colori piuttosto che da una oggettiva metrica di spazio. Allo stesso tempo, tali “oggetti”, ridotti a forme/colori essenziali o addirittura trasformati in spazio stesso o “altro da sé”, sono privi di una vera oggettività e di conseguenza sono aperti ad essere letti come linguaggi, segni o, più propriamente nel senso della filosofia ermeneutica di Karl Jaspers, come “cifre”, cioè “segni” non ancora interpretati.
L'uso della luce e del chiaroscuro è parallelo a quello dello spazio e della prospettiva nella molteplicità di paradossi.
L'assenza di una fonte di luce all'interno dello spazio pittorico contribuisce a rimuovere contenuti emozionali.
In ultimo, il rapporto luce-spazio-forma crea l'ennesimo paradosso di Breccia. Se la luce è spesso associata a ciò che è comprensibile razionalmente (e.g. “luce della ragione”), nelle opere di Breccia tutto appare al contempo luminoso e misterioso.

## Pittura ermeneutica
Breccia ha usato il termine “pittura ermeneutica” per descrivere la sua posizione come artista nel suo Manifesto Introduzione alla pittura ermeneutica (2004).
Il presupposto di significabilità della cifra pittorica ermeneutica è la libertà da canoni, convenzioni, dogmi di spazio e tempo, del qui e dell'ora, che permette una verifica della significabilità dal di dentro. In tal senso, l'arte può essere un'esperienza di conoscenza, in quanto “apertura” da “un lato sull'infinita alterità dell'essere o di Dio, e dall'altro sulla personale coscienza dell' 'Io'” (Introduzione alla pittura ermeneutica, 2004).